# 邁阿密斯泰申 (密蘇里州)
邁阿密斯泰申（英語：Miami Station）是位於美國密蘇里州卡羅爾縣的非建制地區。

## 歷史
邁阿密斯泰申的郵局於1869年設立，其後於1951年停運。

## 地理
邁阿密斯泰申所處的海拔為高於海平面197米（即646英呎），而該地所採用的時區為UTC-6，即北美中部時區（CST）。同時該地設有夏令時間，為UTC-6調快一小時，即UTC-5（CDT）。